# 斜杠和弦

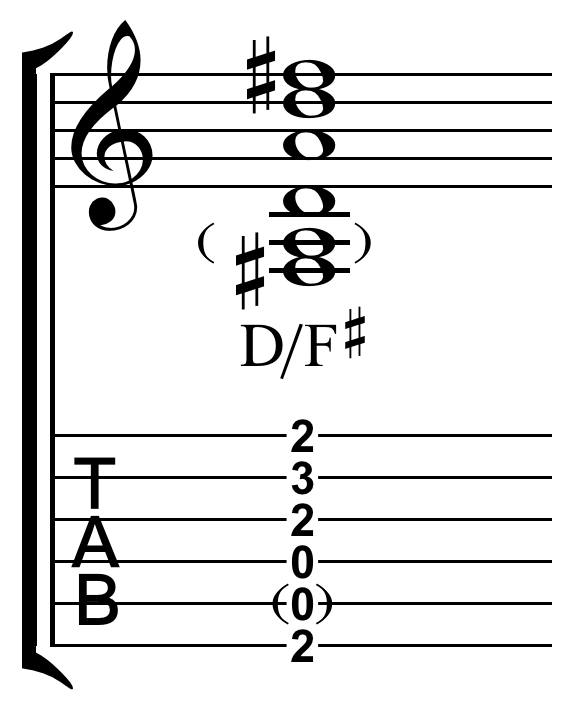
D /F（F 为低音的D maj）</img>。

在音乐中，尤其是现代流行音乐中，斜杠和弦（也称为复合和弦）颇为常见，其低音（或其转位）通过在和弦根音之后加上非和弦根音的低音来表示，两者之间以「/」区隔。 例如，C大和弦（C）的第二转位被写为C/G，读作「C杠G」，或「低音 G 上的 C 大和弦」。然而，某些斜杠和弦可能并非来自于转位（例如A ♭ / A） 因此，一个斜杠和弦，也可能仅表示该和弦的形式，以及所附加的和弦音之外的低音。 

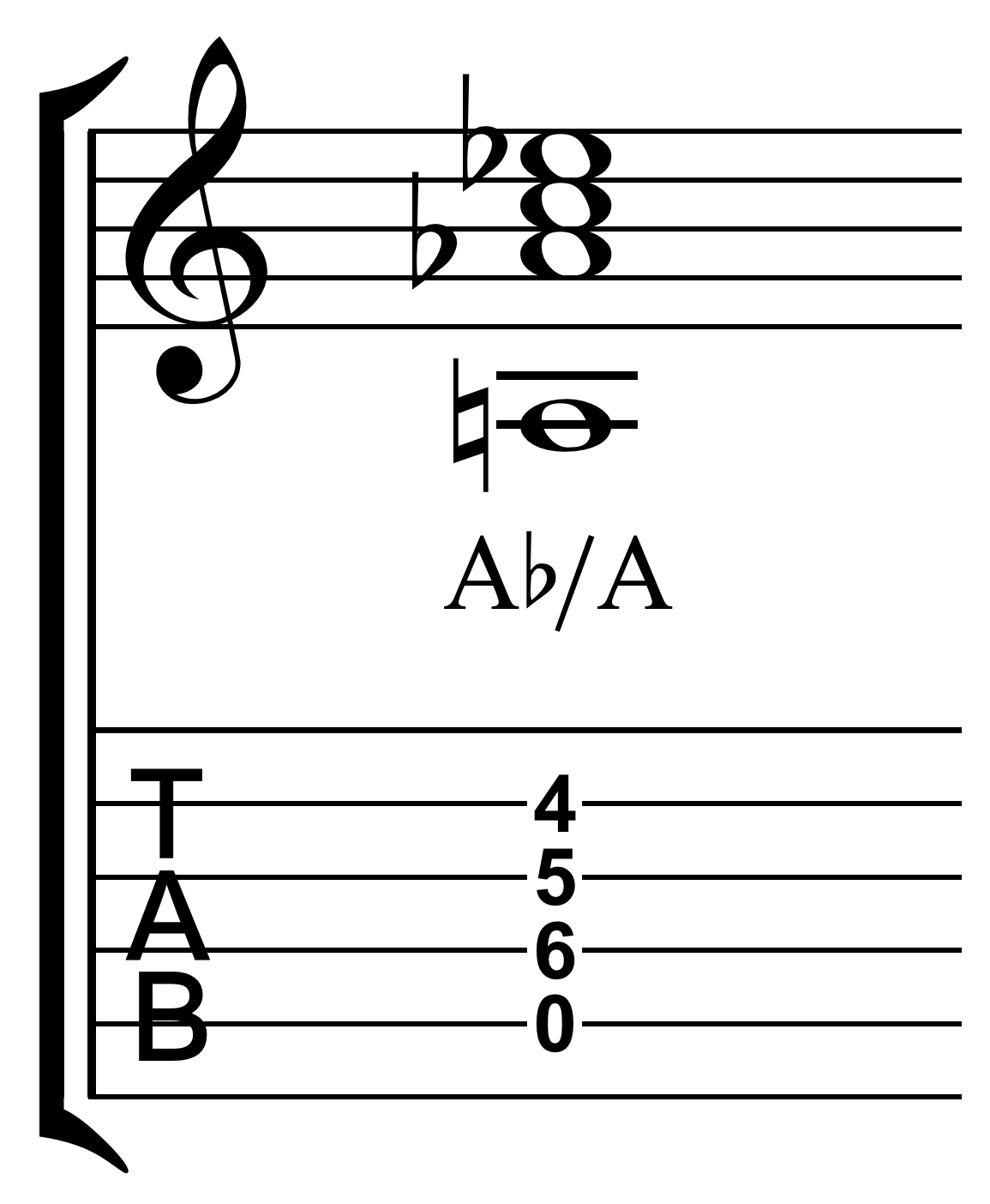
Ab/A </img>。

在流行音乐中，由于音符的确切排列不如其他音乐流派重要，斜杠和弦通常仅在特定的低音很重要时才出现。
比如在I-V-vi的和弦进行中，V级和弦是一个经过和弦。通过将V级和弦的3音（VII）放置在低音位置，将创建一个递降低音序列（I-VII-VI），称为下行低音（Walkdown）。例如，在G大调的键中，G→D /F#→Em。在传统的古典乐谱中，斜杠和弦会以数字低音来书写。
斜杠和弦的另一种常用类型是小调进行中的i – i / VII– iv / V–V，以 A 小调为例，Am-Am/G-D/F-E（或 E7）。从i到V的下行低音线是流行音乐的一个常见特征，为许多歌曲所采用。

## 简易化编曲
一些编曲者使用斜杠和弦来避免和弦比三和弦更复杂，从而使初学者更容易弹奏。因此，在C大调中的一首歌中，当编曲者希望乐手演奏ii7和弦，不是写Dm7（某些初学者可能不熟悉）时，编曲者可以写F / D。这样，即使她或他不熟悉第七和弦的指法，也可以使初学者演奏Dm7。
使用斜杠和弦可以使初次演奏的音乐家演奏非常复杂的和弦。例如，初学者可能不知道属七降九和弦，但可以用斜杠和弦表示和弦排列，以便乐手演奏该和弦，举例来讲，如在C大调中，G7♭9和弦可标记为B°7/G。

## 爵士乐中的斜杠和弦
有些文本会用水平线来标记斜杠和弦，但是这样做并不可取，因为这样标记亦可能表示多重和弦。
虽然几乎所有的流行乐和摇滚乐都视斜杠和弦为「和弦/低音」，但是在爵士乐和融合爵士乐中，有时却将一个标记为F/A的斜杠和弦读作多重和弦，即F大和弦（F，A，C）和A大和弦（A，C#，E）同时奏出。为了避免这种歧义，某些编曲者在斜杠后的字母之后加「 bass」来表示该字母为低音（而不是另一个和弦）。F/A bass 表示以A为低音的F大和弦，而F/A则可能表示一个由F大和弦与A大和弦组成的多重和弦。